# Titus Brandsmabrug
De Titus Brandsmabrug (brug 792) is een vaste brug in Amsterdam Nieuw-West.
De verkeersbrug is gelegen in de wijk De Aker in de Middelveldsche Akerpolder. De brug uit circa 1990 vormt de verbinding tussen de Geertruida van Lierstraat en Nisserstraat en voert daarbij over de Ernst Cahnsingel. Ze is geconstrueerd van beton en ingeklemd tussen betonnen pylonen. De vorm van de pylonen is doorgevoerd in de roestvast stalen brugleuningen. De brug maakt deel uit van een serie soortgelijke bruggen ontworpen door N. Wijnmaalen, werkend voor de Dienst der Publieke Werken/Openbare Werken.
De brug, opgenomen in de Basisregistratie Adressen en Gebouwen, ging vanaf haar oplevering naamloos door het leven als brug 792, maar had in 2007 al haar naam; een vernoeming naar de verzetsstrijder en heilig verklaarde Titus Brandsma. In de buurt zijn straten etc. vernoemd naar mensen die zich tegen dictaturen verzetten. De Geertruida van Lierstraat is vernoemd naar Geertruida van Lier; de Ernst Cahnsingel is vernoemd naar Ernst Cahn. De Nisserstraat is gelegen in de Meerwijk en verwijst naar het Noorse meer Nisser.

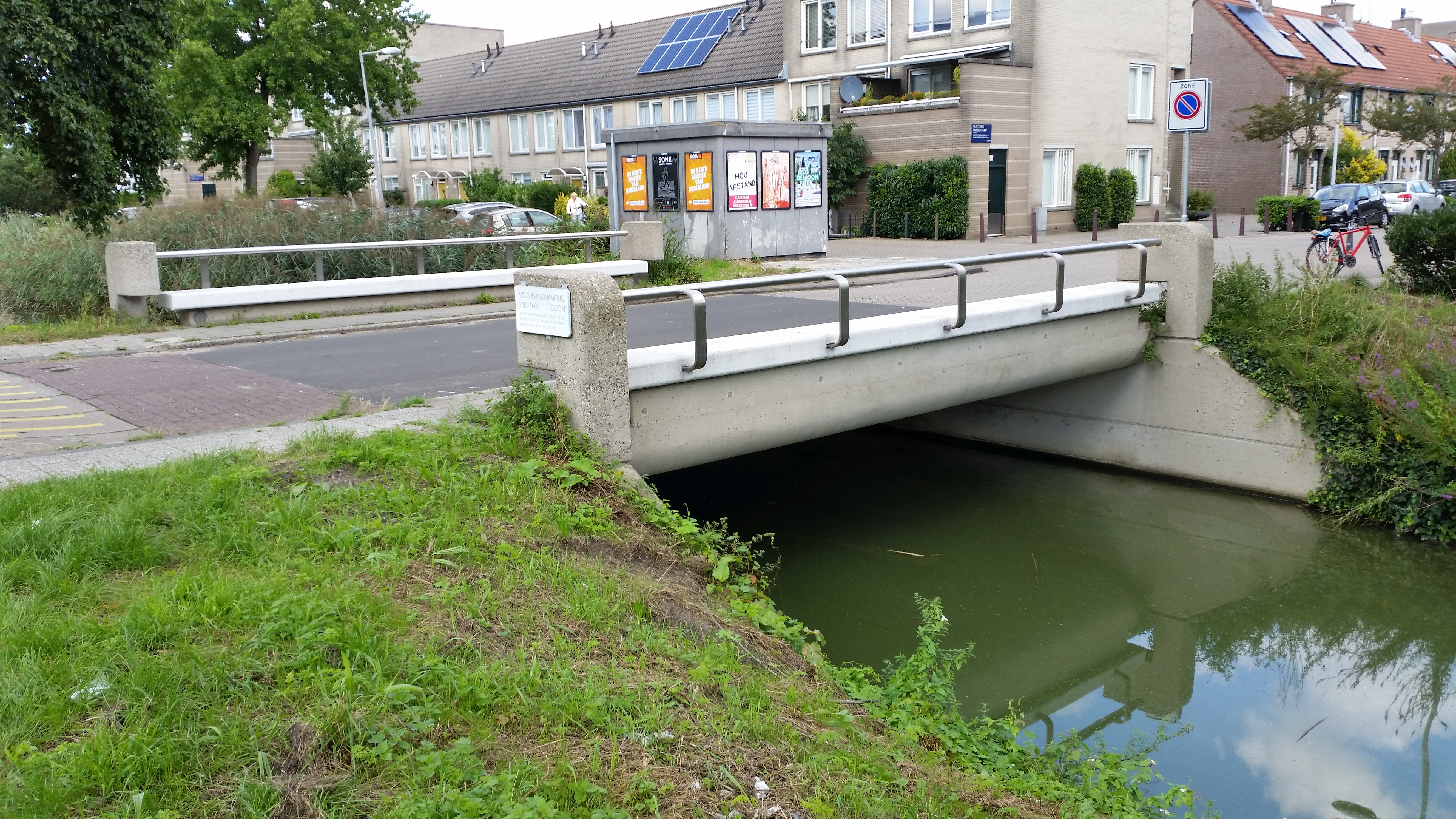
Zijaanzicht brug (september 2020)

<<< · 700 · 701 · 702 · 703 · 704 · 705 · 706 · 707 · 708 · 709 · 710 · 711 · 712 · 713 · 714 · 715 · 716 · 717 · 718 · 719 · 720 · 721 · 722 · 725 · 726 · 729 · 730-738 · 739 · 740 · 741 · 742 · 743 · 744 · 745 · 746 · 747 · 748 · 749 · 751 · 752 · 753 · 754 · 755 · 756 · 757 · 758 · 759 · 760 · 761 · 762 · 763 · 764 · 765 · 766 · 767 · 768 · 769 · 770 · 771 · 772 · 773 · 775 · 776 · 777 · 778 · 779 · 780 · 781 · 782 · 783 · 784 · 786 · 787 · 788 · 789 · 790 · 791 · 792 · 793 · 794 · 795 · 797 · >>>
Brugnummers  723, 724, 727, 728, 750, 774, 785, 796 (niet gerealiseerde brug over de Slotervaart), 798 en 799 zijn niet vergeven.